# Intef III.
Intef III. je bio faraon Egipta u doba Jedanaeste dinastije u Prvom prijelaznom periodu. Njegovo Horusovo ime je bilo Nakhtnebtepnefer. Pokopan je u saff-grobnici u el-Tarifu (Teba). Nakon kratke i mirne vladavine od 8 godina ga je naslijedio Mentuhotep II.